# Сейдимбек, Акселеу Сланович
Акселеу Сланович Сейдимбек (Сейдимбеков) (12 декабря 1942, посёлок Атасу, Жанааркинский район, Карагандинская область — 16 сентября 2009, Астана) — этнограф, искусствовед, литератор, журналист, общественный деятель. Заслуженный деятель Казахстана (2003). Лауреат Государственный премии Республики Казахстана (2004).

## Образование
По окончании Жана-Аркинской средней школы три года работал чабаном в совхозе «Кзыл-Тау». Происходит из рода Таракты Среднего жуза.
1961 год — поступил на факультет журналистики Казахского университета.

## Профессиональный опыт
После окончания университета работал в редакции газеты «Лениншіл жас» литературным сотрудником, впоследствии назначен собственным корреспондентом этой газеты по центральным областям Казахстана.
в 1975 году был переведен в Карагандинскую областную газету «Орталық Қазақстан» ответственным секретарем.
С 1976 года работает в республиканской газете «Социалистік Қазақстан» (ныне «Егемен Қазақстан») заведующим отдела литературы и искусства.
Работал на руководящих должностях в журнале «Зерде» и альманахе «Әлем».
В разные годы руководил отделом в Институте литературы и искусства им. М. Ауэзова, был директором в Институте образования им. Ы. Алтынсарина, первым президентом Казахской академии образования, заместителем директора Президентского культурного центра.
С 2000 года являлся профессором Евразийского национального университета им. Л. Н. Гумилева.

## Фольклорист, писатель, переводчик, публицист
Собиратель образцов фольклора степи, опубликовал серию статей этнографического содержания.
Первым произведением была повесть «Гордая птица» (1972), которая привлекла внимание читателей богатым историко-этнографическим материалом.
В 1974 году в переводе А. Сейдимбека выходит прозаический пересказ поэм Гомера «Илиада» и «Одиссея». В 1977 году выходит новый сборник повестей «Степь и судьба».
1978 год — опубликована книга «Черный клад» о жизни индустриального центра республики.
Его публицистические работы подняли отечественную журналистику на новый уровень. Вместе с Жанибеком Карменовым снял цикл интервью о казахской песне, который вошел в «золотой фонд» казахского телевидения.
Благодаря ему ранее неизвестные высказывания и легенды обрели вторую жизнь. Способствовал возрождению в Казахстане этнографических и этнологических исследований. Приложил усилия к появлению и закреплению таких понятий и категорий, как «самобытная культура кочевников», «цивилизация кочевников». Используя исторические данные, впервые провел полный анализ родоплеменной структуры казахского народа. Разработал концепцию формирования государственного строя, правовой системы, внутренних социально-этнических связей. Собрал и выпустил в свет этнографический фольклор казахского народа. Предложил изучать историю Казахстана через призму отдельных личностей.
Автор свыше 30 художественных, научно-популярных монографий и книг, ряда учебников и более 400 научных статей.

## Членство в организациях
Являлся членом Национального совета РК, терминологической и ономастической комиссии РК, центрального совета общества по охране памятников истории и культуры РК, исследовательской комиссии в Департаменте по государственной аттестации научных кадров, общественного фонда государственной программы «Культурное наследие», управления Союза журналистов Казахстана, членом Пен-клуба.

## Награды и достижения. Признание
- В 2004 году за «Қазақтың күй өнері» получил Государственную премию Республики Казахстан[4].
- Почетный житель Жанаркинского, Шетского районов Карагандинской области[5].
- Кавалер ордена «Құрмет»[9].
- Имя Акселеу Сейдимбека присвоено улице столицы Казахстана[10]
- Имя Акселеу Сейдимбека присвоено школе-лицею № 54 г. Астана.[10]
- 2003 — Заслуженный деятель Казахстана[11]
- 2008 — Медаль «10 лет Астане»